# Alfred de Baillet-Latour
 (août 2025).
Motif : Où est la notoriété pour figurer sur Wikipédia ?
- Archive Wikiwix
- Bing
- Cairn
- DuckDuckGo
- E. Universalis
- Gallica
- Google
- G. Books
- G. News
- G. Scholar
- Persée
- Qwant
- (zh) Baidu
- (ru) Yandex
- (wd) trouver des œuvres sur Wikidata

| 1. | Préciser le motif de la pose du bandeau. | Précisez le motif de la pose du bandeau en utilisant la syntaxe suivante : {{admissibilité à vérifier\|date=août 2025\|motif=remplacez ce texte par le motif}}                                |
| 2. | Informer les utilisateurs concernés.     | Pensez à avertir le créateur de l'article, par exemple, en insérant le code ci-dessous sur sa page de discussion : {{subst:avertissement admissibilité à vérifier\|Alfred de Baillet-Latour}} |

## Biographie
Alfred de Baillet Latour, né en 1901 et mort le 28 septembre 1980, a été le dernier descendant mâle de la famille comtale belge Baillet-Latour qui s'est donc éteinte avec lui. Il est entré aux brasseries Artois en 1936 et en a pris la direction en 1947. 
Il est à l'origine de la fondation Artois-Baillet Latour.

## Source
- Francis Dierckxsens, Familie de Baillet-Latour. Van Bourgondië tot Brasschaat, Brasschaat
- « Biographies de la famille de Baillet Latour » (version du 29 septembre 2007 sur Internet Archive)